# Arbigny
Arbigny – miejscowość i gmina we Francji, w regionie Owernia-Rodan-Alpy, w departamencie Ain.
Według danych na styczeń 2012 r. gminę zamieszkiwały 422 osoby, a gęstość zaludnienia wynosiła 24,2 osób/km².